# 图巴拉尔人
图巴拉尔人或土巴拉尔人（俄语：Тубалары，Tubalar），亦作图巴人（俄语：Туба，Tuba），是一个生活在俄罗斯阿尔泰共和国的突厥语民族，主要集中于乔伊斯基区和图罗恰克斯基区。图巴拉尔人过着传统的狩猎生活，直到俄罗斯人到来后才开始务农。
图巴拉尔人在沙俄时期被称作黑鞑靼，在苏联时期被划入阿尔泰人，直到2000年才被政府承认为独立民族。图巴拉尔人在2010年约有2000人，其中只有200多人说图巴拉尔语。图巴拉尔语亦被认为是阿尔泰语的一种北部方言。

## 参見
- 图瓦人
- 图哈人
- 图法人